# Meiacanthus fraseri
Meiacanthus fraseri là một loài cá biển thuộc chi Meiacanthus trong họ Cá mào gà. Loài này được mô tả lần đầu tiên vào năm 1976.

## Từ nguyên
Từ định danh fraseri được đặt theo tên của Thomas H. Fraser, nhà ngư học làm việc tại Phòng thí nghiệm Hàng hải Mote (Sarasota, Florida), người đã thu thập mẫu gốc của loài cá này và ngờ rằng đây là loài chưa được mô tả nên đã thông báo cho Smith-Vaniz.

## Phân bố và môi trường sống
M. fraseri hiện được ghi nhận tại đảo Ambariotelo (phía bắc Madagascar), bãi cạn Cargados Carajos và Mauritius, được tìm thấy trên các rạn san hô ở độ sâu đến ít nhất là 10 m.

## Mô tả
Chiều dài chuẩn lớn nhất được ghi nhận ở M. fraseri là 5,4 cm.

## Sinh thái
Trứng của M. fraseri có chất kết dính, được gắn vào chất nền thông qua một tấm đế dính dạng sợi. Cá bột là dạng phiêu sinh vật, thường được tìm thấy ở vùng nước nông ven bờ.